# Dove Cottage

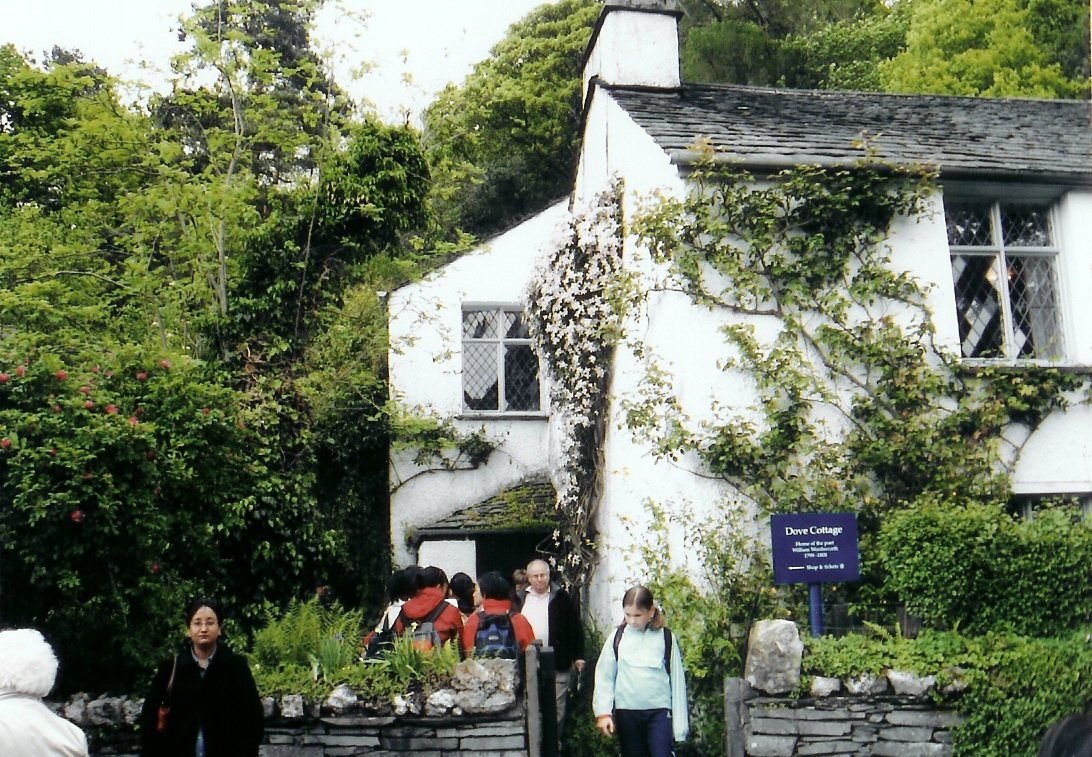
Dove Cottage

Dove Cottage is de naam van een huis in het Engelse Lake District gelegen dorp Grasmere. Het huis ontleent zijn bekendheid aan het feit dat het tussen december 1799 en mei 1808 werd bewoond door de dichter William Wordsworth en zijn zuster Dorothy Wordsworth. William trouwde zijn vrouw Mary in 1802 en zij en haar zuster woonden vanaf dat jaar ook in het huis. William en Mary kregen in vier jaar tijd drie kinderen, waardoor het huis op den duur te klein werd en de familie in 1808 verhuisde naar een ruimere woning.
Tijdens zijn periode in Dove Cottage schreef Wordsworth een aantal van zijn bekendere werken, mede geïnspireerd door zijn zuster Dorothy en hun gezamenlijke vriend Samuel Taylor Coleridge.
Na hun verhuizing werd het huis enige tijd bewoond door de schrijver Thomas de Quincey.
In 1890 werd het uit de vroege 17e eeuw stammende huis verworven door de Wordsworth Trust en het jaar daarop werd het opengesteld voor het publiek.